# سنتز استوله
سنتز استوله (به انگلیسی: Stollé synthesis)، رشته‌ای از واکنش‌های شیمیایی است که اکسیندول‌ها را از آنیلین‌ها و α-هالواسید کلریدها (یا اگزالیل کلرید) تولید می‌کند.
مرحله اول یک جفت‌شدن آمیدی است. در مرحله دوم یک واکنش فریدل–کرافتس رخ می‌دهد. همچنین یک روش بهبود یافته نیز برای این سنتز مورد مطالعه قرار گرفته‌است.

## همچنین ببینید
- ایندول
- سنتز اکسیندول هینسبرگ